# Sommet du G7 de 1981
Pour un article plus général, voir Sommet du G8.
Le sommet du G7 1981, 7e réunion du G7, réunissait les dirigeants des 7 pays démocratiques les plus industrialisés, ou G7, du  20 au 21 juillet 1981, dans le village canadien de Montebello (Québec).

## Participants

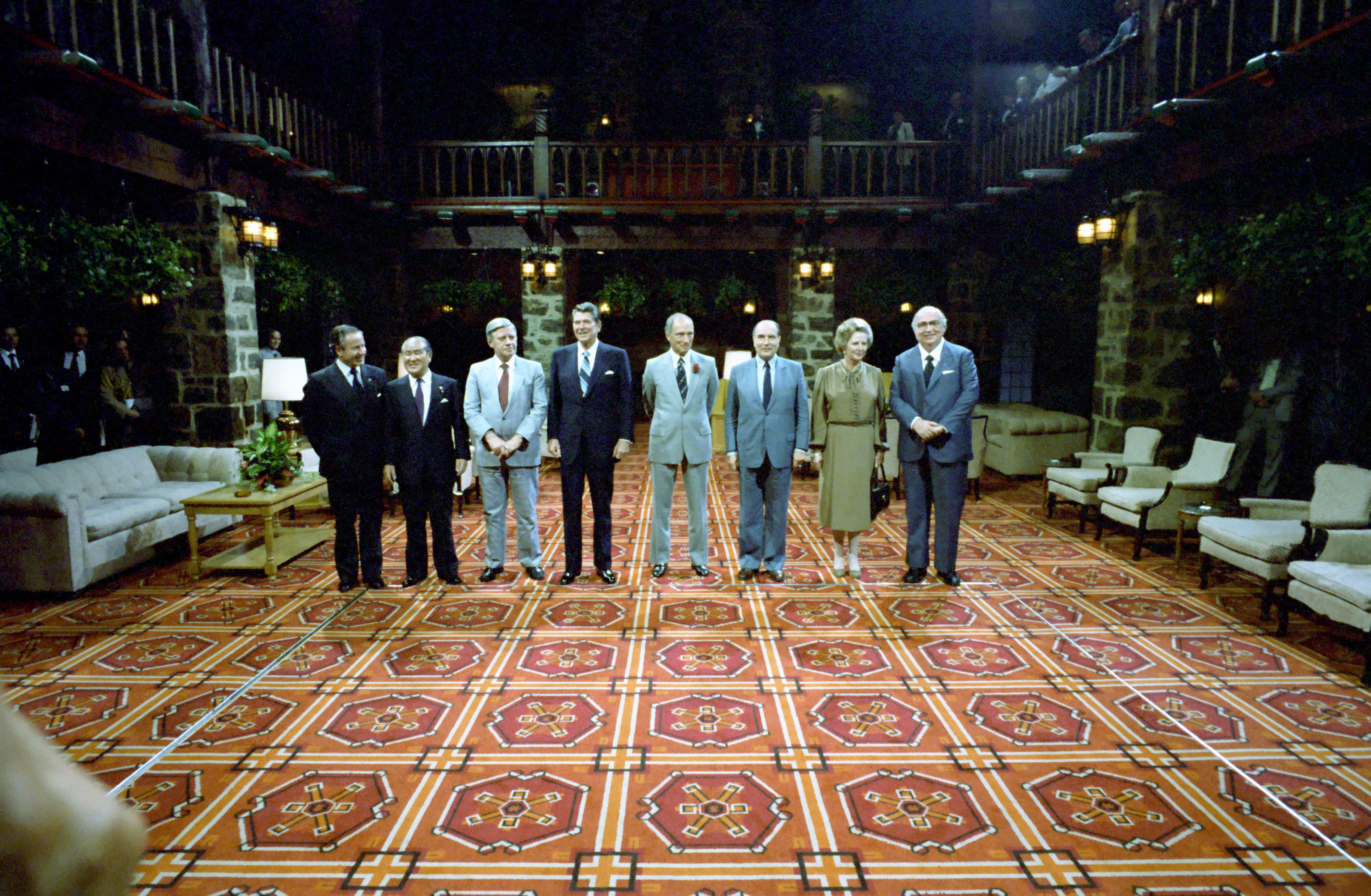
Les dirigeants des États membres du G7 De gauche à droite : Gaston Thorn, Zenko Suzuki, Helmut Schmidt, Ronald Reagan, Pierre Trudeau, François Mitterrand, Margaret Thatcher et Giovanni Spadolini.

| Participants au G7            |                            |                     |                      |
| Membre                        | Membre                     | Représenté par      | Fonction             |
| Drapeau du Canada             | Canada                     | Pierre Trudeau      | Premier ministre     |
| Drapeau de la France          | France                     | François Mitterrand | Président            |
| Drapeau de l'Allemagne        | Allemagne de l'Ouest (RFA) | Helmut Schmidt      | Chancelier           |
| Drapeau de l'Italie           | Italie                     | Giovanni Spadolini  | Président du Conseil |
| Drapeau du Japon              | Japon                      | Zenkō Suzuki        | Premier ministre     |
| Drapeau du Royaume-Uni        | Royaume-Uni                | Margaret Thatcher   | Premier ministre     |
| Drapeau des États-Unis        | États-Unis                 | Ronald Reagan       | Président            |
| Drapeau de l’Union européenne | Commission européenne      | Gaston Thorn        | Président            |